# Церква Покрови Пресвятої Богородиці (Опрілівці)
Церква Покрови Пресвятої Богородиці в Опрілівцях — парафія і храм Збаразького благочиння Тернопільської єпархії Православної церкви України в селі Опрілівці Тернопільського району Тернопільської области.

## Історія церкви
Стара дерев'яна церква стояла на території колишнього польського цвинтаря. Храм Покрови Пресвятої Богородиці був збудований у 1751 році поруч із цвинтарем. Протягом багатьох років він слугував римо-католицьким костелом для дванадцяти навколишніх сіл.
У 30-х роках XX століття в храмі замінили дах і купол на шатрову готичну вежу. Під час відкриття храму у 1989 році вежу перебудували на купол, і тоді ж храм освятили в день святих апостолів Петра і Павла. Однак парафіяни, які відвідували храм у Зарубинцях, вважають храмовим святом 14 жовтня — день Покрови Пресвятої Богородиці.

## Парохи
- о. Михайло Найко.